# Samarska Państwowa Akademia Rolnicza
Samarska Państwowa Akademia Rolnicza (ros. федеральное государственное бюджетное образовательное учреждение высшего профессионального образования „Самарская государственная сельскохозяйственная академия”) – rosyjska państwowa uczelnia wyższa typu akademickiego w Kinielu, kształcąca w dziedzinie nauk rolnych.
Uczelnia prowadzi studia na 6 fakultetach i w Instytucie. Rektorem Akademii jest prof., kandydat nauk technicznych Aleksandr Pietrow.
W ramach działalności naukowo-badawczej oraz wymiany studenckiej uczelnia utrzymuje kontakty z placówkami z Kazachstanu, Ukrainy, Białorusi, Mołdawii, Macedonii, Kanady, Francji, Wielkiej Brytanii, Polski, Niemiec, Danii, Finlandii, USA i Irlandii.